# Los Tablones (Órgiva)
Los Tablones (también llamada Los Tablones de Órgiva) es una localidad y pedanía española perteneciente al municipio de Órgiva, en la provincia de Granada, comunidad autónoma de Andalucía. Está situada en la parte suroccidental de la comarca de la Alpujarra Granadina. Cerca de esta localidad se encuentran los núcleos de Órgiva capital, Pago y Benisalte, Las Barreras, Sortes-Abc-Rabiete y Agustines y Tíjola.

## Historia
El pueblo recibe su nombre por ser el lugar donde se trataban y almacenaban los tablones de madera de los árboles que eran talados en la sierra de Lújar para los barcos de Adra —en Almería—, Motril y las aduanas marítimas de Calahonda, La Rábita, La Herradura y Almuñécar.
La población originaria se dedicaba a la industria maderera, a la agricultura y ganadería en esta zona del valle del río Guadalfeo próxima a la capital alpujarreña.
Durante la guerra civil española se produjeron grandes destrozos en Los Tablones al convertirse en primera línea de fuego entre los dos bandos, hasta tal punto que la localidad tuvo que ser refundada por la Dirección General de Regiones Devastadas. Las primeras cuarenta casas —diseñadas por el arquitecto Santiago Sanguinetti Lobato—, la iglesia y otros edificios relevantes fueron inaugurados el día 30 de noviembre de 1944 por el Ministro de la Gobernación, Blas Pérez González, acompañado por el Obispo Hurtado y las primeras autoridades granadinas.
En 1952 se construyó un lavadero de mineral, lo que propició la llegada de nuevas familias de Los Tablones y facilitó su desarrollo económico. La empresa Peñarroya reformó y amplió el lavadero en 1977 para adaptarlo al tratamiento de la fluorita. El cierre de la mina, en 1989, supuso un duro golpe para la economía de la pedanía, obligando a muchos vecinos a emigrar, principalmente a Cartagena.

## Demografía
Según el Instituto Nacional de Estadística de España, en el año 2022 Los Tablones contaba con 397 habitantes censados, lo que representa el 6,86% de la población total del municipio.

### Evolución de la población
| Gráfica de evolución demográfica de Los Tablones entre 2012 y 2022 |
|                                                                    |
| Datos según el nomenclátor publicado por el INE.                   |

## Comunicaciones

### Carreteras
Las principales vías de comunicación que transcurren junto a esta localidad son:
| Identificador | Denominación                    | Itinerario                   |
| ------------- | ------------------------------- | ---------------------------- |
| A-348         | Carretera de La Alpujarra       | Béznar - Benahadux           |
| A-346         | De Órgiva a Vélez de Benaudalla | Órgiva - Vélez de Benaudalla |

Algunas distancias entre Los Tablones y otras ciudades:
| Ciudades | Distancia (km) |
| -------- | -------------- |
| Órgiva   | 3              |
| Granada  | 60             |
| Almería  | 131            |
| Jaén     | 151            |
| Murcia   | 348            |

## Servicios públicos

### Sanidad
La pedanía cuenta con un consultorio médico de atención primaria situado en la plaza de la Iglesia, s/n, dependiente del Área de Gestión Sanitaria Sur de Granada. El servicio de urgencias está en el centro de salud de Órgiva, y el área hospitalaria de referencia es el Hospital Santa Ana de Motril.

### Educación
El único centro educativo que hay en la localidad es:
| Denominación genérica | Nombre del centro | Naturaleza | Dirección                       |
| --------------------- | ----------------- | ---------- | ------------------------------- |
| Colegio público rural | CPR El Alféizar   | Público    | C/ Cristo de la Expiración, s/n |

## Cultura

### Fiestas
Sus fiestas patronales se celebran en honor a San Marcos el fin de semana más próximo al 25 de abril, e incluyen verbenas por la noche, la procesión del santo y actividades lúdicas como un concurso de rentoy, campeonato de fútbol, carreras de cintas y cucañas. Culminan con los tradicionales fuegos artificiales.
También se festeja el 13 de mayo el día de su patrona, la Virgen de Fátima.